# Пато (спорт)
Пато такође познат под именом juego del pato то је игра која се игра јашући коња и која комбинује поло и кошарку. То је аргентински национални спорт још од 1953.

## Историја игре
Пато на шпанском значи патка, и назван је тако јер се раније уместо лопте користила жива патка у кошари. Раније верзије пата биле су забележене још 1610. Терен за игру је најчешће представљао раздаљину између два суседна ранча. Први тим који би са патком у кошари стигао до куће на свом ранчу био би проглашен за победника.
Пато је неколико пута у својој историји био забрањен због насиља - не само према паткама, већ су и многи гаучоси били угажени, а још већи број је страдао у борби ножевима у страсној игри . Један католички свештеник је 1796. године инсистирао на томе да играчи пата који су на тај начин страдали буду ускраћени за хришћански погреб. Владине уредбе забрањивале су играње пата кроз цео 19. век.
Током 30их година 20ог века пато је регулисан залагањем земљопоседника  Алберто дел Кастиљо Посе, који је успоставио скуп правила инспирисан модерним полом . Игра је постала призната у тренутку кад је председник Хуан Перон прогласио за национални аргентински спорт 1953. године.

## Правила игре
У савременој игри пата 2 четворочлана тима се јашући коње боре за лопту, која има шест држача прилагођене величине, а поентирају убацивањем лопте кроз вертикално постављени прстен (што је у супротности са хоризонтално постављеним обручом у кошарци). Прстенови су пречника 100цм и постављени су на врху штапа од 240цм. Затворена мрежа растеже се за 140цм и држи лопту након поентирања.
Победник је тим са највише поена, после истека времена (шест " осмоминутних " периода).
Димензије терена су: дужина од 180 до 220м, ширина од 80 до 90м. Лопта је направљена од коже, са надуваном гуменом унутрашношћу и шест кожних држача . Њен пречник је 40цм од држача до држача и тежи од 1050 до 1250гр.
Играч који држи контролу над патом (тј . Држи лопту за држач) мора да јаше са испруженом десном руком, нудећи пато, како би противници имали прилику да истргну пато и украду га. Неиспружена рука током јахања са патом је одбрана под називом негадо (одбијање).
Током самог отимања пата тј cinchada, оба играча морају стајати на узенгијама и избегавати седање на седло, док руком која није укључена у отимање, држе узде. Отимање је најчешће најузбудљивији део игре.

## Популарност
Пато се игра такмичкарски и аматерски, најчешће током вашара за време викенда, у који је укључен и дома (аргентински родео). Његов статус као националне игре Аргентине је доведен у питање од стране Фудбалске асоцијације, будући да је фудбал много распрострањенији. Док су практично сви становници страствени навијачи и играчи фудбала, процењује се да 90% становништва није видело нити један пато меч, и постоје само неколико хиљада играча пата. У прилог овоме аргентинском законодавству је 2010 предложен закон којим би фудбалу доделио статус националног спорта, а пато свео на традиционални спорт. Браниоци официјалног статуса пата, истичу да је пато у потпуности домаћи спорт док је фудбал преузет из Енглеске.
Пато је сличан игри horseball која се игра у Француској, Португалу и другим земљама.